# Rolls-Royce V8
Rolls-Royce V8 – luksusowy samochód osobowy produkowany przez brytyjską firmę Rolls-Royce w roku 1905. Do napędu użyto silnika V8 o pojemności 3,5 litra. Moc przenoszona była na oś tylną poprzez 3-biegową manualną skrzynię biegów.

## Dane techniczne

### Silnik
- V8 3,5 l (3535 cm³), 2 zawory na cylinder
- Układ zasilania: gaźnik
- Średnica cylindra × skok tłoka: 82,55 mm × 82,55 mm
- Stopień sprężania: b/d
- Moc maksymalna: b/d
- Maksymalny moment obrotowy: b/d

### Osiągi
- Przyspieszenie 0-100 km/h: b/d
- Prędkość maksymalna: 32 km/h